# Ле Грације (Белуно)
Ле Грације (итал. Le Grazie) је насеље у Италији у округу Белуно, региону Венето.
Према процени из 2011. у насељу је живело 112 становника. Насеље се налази на надморској висини од 993 м.